# Sonja Pachta
Sonja Pachta (Viena, Alemania nazi; 25 de abril de 1941-Viena, Austria; 21 de agosto de 2024) fue una tenista profesional austríaca.

## Carrera
En su carrera de más de 20 años Pachta fue campeona nacional individual 19 veces, y estuvo activa desde los años 1950 hasta los años 1970. Jugó a nivel de selecciones nacionales representando al Equipo de Fed Cup de Austria de 1963 a 1975 donde jugó 16 partidos. 
A nivel de torneos de grand slam su mejor participación fue alcanzar la cuarta ronda de Wimbledon Championships de 1962 donde fue eliminada por Billie Jean Moffitt (King).